# Iamel Kabeu
Iamel Kabeu, né le 7 septembre 1982 à Baco, est un footballeur international néo-calédonien, jouant actuellement à Hienghène Sport.

## Palmarès

### En club
- Avec le JS Baco :
  - Champion de Nouvelle-Calédonie en 2001 et 2007

### Avec l'équipe de Nouvelle-Calédonie
- Finaliste de la Coupe d'Océanie 2012